# تئودور تئودوروف
تئودور تئودوروف (بلغاری: Теодор Теодоров؛ ۸ آوریل ۱۸۵۹ – ۵ اوت ۱۹۲۴) یک سیاست‌مدار اهل بلغارستان بود. 